# Necrópole minoica de Arméni
Arméni (em grego: Αρμένων; romaniz.: Arménon) ou Armenoi é um sítio arqueológico situado numa antiga necrópole minoica situado cerca de 1,5 km a norte da aldeia homónima e 8 km a sul de Retimno, na ilha de Creta, Grécia.
O sítio tem vindo a ser escavado desde 1969 por Yiannis Tzedakis, tendo sido encontradas mais de 200 túmulos de câmara e um tolo, datados do Período Minoano Recente (séculos XVI–XII a.C.). Alguns túmulos podem ser visitados, apesar de segundo algumas fontes há alguns que estão muito mal iluminados porque a instalação elétrica não funciona.

## Túmulos
As câmaras funerárias são acessíveis por dromoi (corredores) que descem desde o nível do solo até à entrada do túmulo usando uma rampa e, em alguns casos, também degraus. As paredes dos dromoi foram talhadas de forma a ficarem mais próximas umas das outras em cima do que em baixa. As entradas estavam, na maior parte dos casos, originalmente cobertas por uma grande pedra, a qual usualmente ainda se pode ver perto da entrada. Um par dos túmulos maiores têm um pilar no centro da câmara e, pelo menos num dos túmulos, junto às paredes foram talhados bancos de pedra quando o túmulo estava a ser construído escavando a rocha. Os túmulos foram escavados na rocha macia da região, conhecida localmente como kouskouras. Todos estão orientados para nordeste, em direção ao monte Vryssinas, onde em tempos existiu um santuário importante.

## Achados

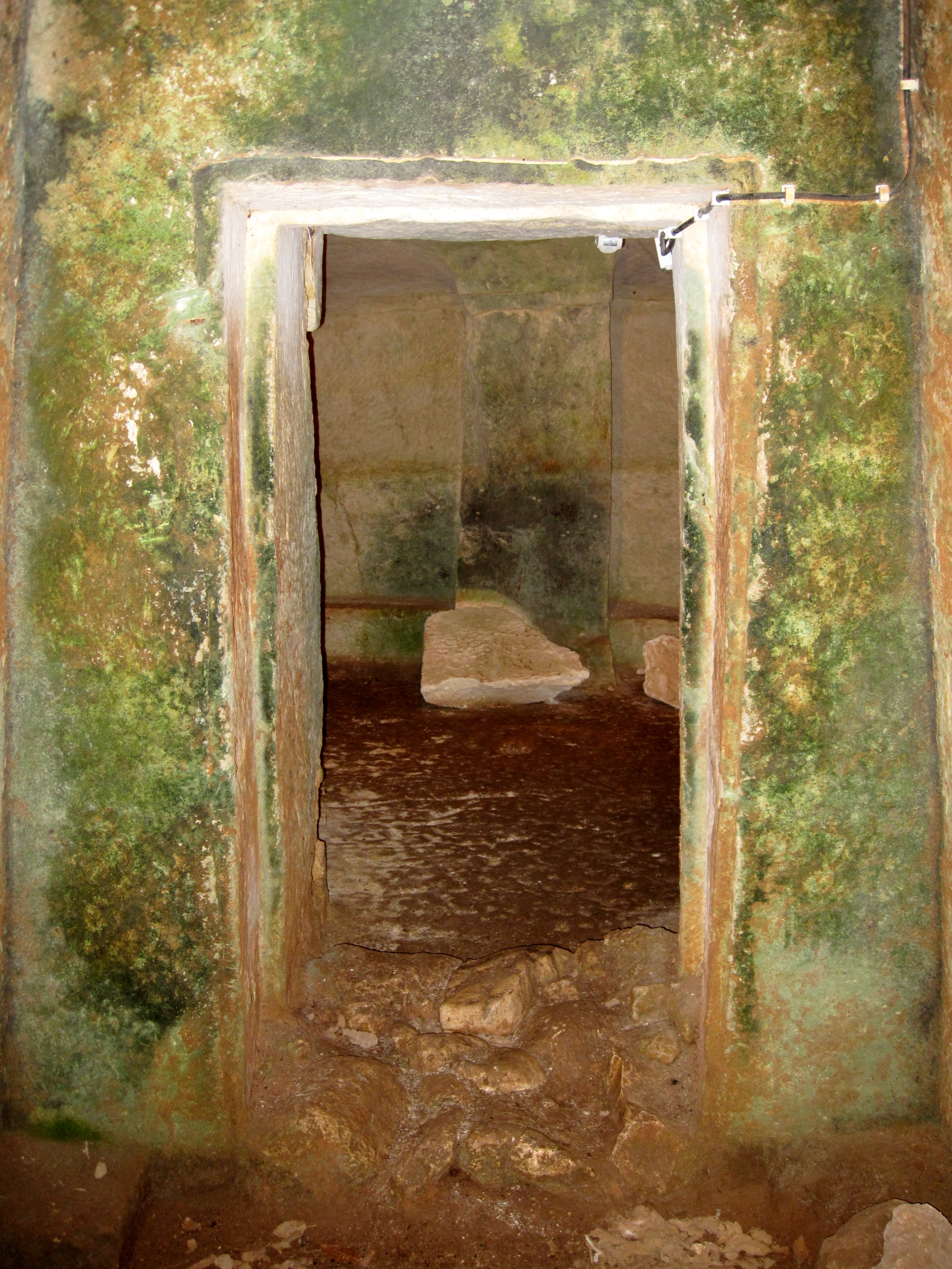
Interior do maior túmulo descoberto

Os achados nos túmulos encontram-se nos museus arqueológicos de Chania, Retimno e Heraclião. Incluem quatro sinetes de pedra do Médio Oriente, joalharia, ferramentas de bronze, vasos de pedra, recipientes de bronze e peças de olaria. Foram também encontrados lárnaques (urnas) de barro pintadas com lábris (machados com duas lâminas), chifres de consagração e cenas com touros e de caça. Datados dos séculos XIV e XII a.C., estão entre os mais belos lárnaques encontrados em Creta. Observam-se dois tipos distintos. Um desses tipos tem 1,2 metros e só uma das quatro faces decorada, geralmente com cores que vão do castanho avermelhado ao preto. O outro tipo tem seis metros e a parte mais comprida é dividida em dois painéis decotados com diversas cores, nomeadamente azul, vermelho e preto. Perto da necrópole foram encontrados vestígios de kilns (fornos de cerâmica), que se presume terem sido usados para o fabrico de lárnaques.
O achado mais invulgar foi um capacete feito com 59 presas de javali. Cada uma das presas tem dois furos de forma a que pudesse ser atado ao capacete, cuja proteção externa era constituída pelas presa. A maior parte dos capacetes desse tipo que se conhecem são da Grécia Central. A cerâmica encontrada junto do capacete foi datado do Minoano Recente IIIA2 e Minoano Recente IIIB1.
Num dos túmulos foi encontrado um cesto de vime com uma tampa cónica. Segundo Tzedakis, dado estar vazio devia conter bens perecíveis, provavelmente comida. 
Não obstante o grande espólio de artefactos encontrados, talvez a descoberta mais importante seja os mais de 500 esqueletos encontrados, que  permitem recolher informações sobre a aparência física, saúde e hábitos alimentares das populações minoicas da área. Aparentemente consumiam muitos hidratos de carbono mas pouca carne. A esperança de vida era baixa — 28 anos para as mulheres e 31 anos para os homens. É possível que a morte durante o parto fosse responsável  por muitos dos óbitos femininos precoces. Outras causas de morte incluem o cancro ósseo, tuberculose, brucelose (uma doença provocada por ingestão de laticínios de animais infetados com a bactéria Brucella) e acidentes. Um quarto da população tinha perdido dentes antes de morrer.

## Assentamento associado
O local onde viviam as pessoas que estão enterradas num cemitério de tão grandes dimensões permanece um mistério para os arqueólogos. Os levantamentos de superfície levados a cabo, principalmente nas aldeias vizinhas de Somatas and Kastellos, não revelaram indícios da existência de qualquer assentamento Na primavera  2012 o líder das escavações, Yiannis Tzedakis anunciou que as escavações levadas a cabo recentemente em Armia, a sul de Kastellos, e em Melissokipos, a norte dessa mesma aldeia, levavam-no a estar razoavelmente confiante que o assentamento será encontrado debaixo da própria aldeia de Kastellos.